# Cinclodes
Genre
Cinclodes est un genre de passereaux de la famille des Furnariidae.

## Liste des espèces
Selon la classification de référence du Congrès ornithologique international (version 15.1, 2025) :
- Cinclodes pabsti Sick, 1969 – Cinclode à longue queue
- Cinclodes antarcticus (Garnot, 1826) – Cinclode fuligineux
- Cinclodes fuscus (Vieillot, 1818) – Cinclode brun
- Cinclodes albidiventris Sclater, 1860 – Cinclode à ailes marron
- Cinclodes comechingonus Zotta & Gavio, 1944 – Cinclode gris
- Cinclodes albiventris Sclater, 1860 – Cinclode à ailes crème
- Cinclodes olrogi Nores & Yzurieta, 1979– Cinclode d'Olrog
- Cinclodes excelsior Sclater, 1860 – Cinclode du páramo
- Cinclodes aricomae (Carriker, 1932) – Cinclode royal
- Cinclodes atacamensis (Philippi, 1857) – Cinclode à ailes blanches
- Cinclodes palliatus (Tschudi, 1844) – Cinclode à ventre blanc
- Cinclodes oustaleti Scott, 1900 – Cinclode d'Oustalet
- Cinclodes patagonicus (Gmelin, 1789)– Cinclode à ventre sombre
- Cinclodes taczanowskii Berlepsch & Stolzmann, 1892– Cinclode de Taczanowski
- Cinclodes nigrofumosus (Orbigny & Lafresnaye, 1838)– Cinclode du ressac

Auxquelles GBIF (4 septembre 2024) ajoute :
- Cinclodes espinhacensis Freitas, Chaves, Costa, Santos & Rodrigues, 2012
- Cinclodes maculirostris Dabbene, 1917
- † Cinclodes major Tonni, 1977

## Systématique
Le nom valide complet (avec auteur) de ce taxon est Cinclodes G.R. Gray, 1840.

### Étymologie
Son nom vient du grec kinklos = sorte d'oiseau et du suffixe -odes = excès ou ressemblance proche.